# Tona (Colombie)
Pour les articles homonymes, voir Tona.
Tona est une municipalité située dans le département de Santander en Colombie.